# 빈막류
빈막류(貧膜類)는 빈막강(Oligohymenophorea)에 속하는 섬모충류 원생생물의 총칭이다. 빈막강은 대형 섬모충류 강(綱)이다.

## 하위 목
- 빈막아강 (Peniculia) - 짚신벌레속 (Paramecium)
  - 빈막목 (Peniculida)
- 막구아강 (Hymenostomatia) - 테트라하이메나속 (Tetrahymena)
  - 막구목 (Hymenostomatida)
- Scuticociliatia
  - Philasterida
  - Pleuronematida
  - Thigmotrichida
- 무구아강 (Astromatia)
  - 무구목 (Astomatida)
- 후구류 (後口類) 또는 후구아강 (Apostomatia)
  - 격구류 (隔口類) 또는 격구목 (Apostomatida)
  - 흠구류 (欠口類）또는 흠구목 (Astomatophorida)
  - Pilisuctorida
- 주모류 (周毛類) 또는 주모아강 (Peritrichia) - 종벌레속 (Vorticella)
  - 고착류 (固着類) 또는 고착목 (Sessilida)
  - 유영류 (遊泳類) 또는 유영목 (Mobilida)